# Hatch : Protection rapprochée
Pour les articles homonymes, voir Hatch.
Pour plus de détails, voir Fiche technique et Distribution.
Hatch : Protection rapprochée (Darkness of Man) est un film américain réalisé par James Cullen Bressack et sorti en 2024.

## Synopsis
Depuis deux ans, Russell Hatch, ancien agent d'Interpol, vit reclus. Il se ne pardonne quand, deux ans plus tôt, une informatrice a été tuée durant une opération. Hatch tient la promesse qu'il lui a faite cette nuit-là : protéger son fils Jayden et veille rsur lui comme le ferait un père. Jayden vit aujourd'hui avec son grand-père, M. Kim, qui tient une boutique à Koreatown. Hatch est joignable par téléphone et est toujours là pour Jayden en cas de besoin. L'oncle de Jayden, Dae Hyun, est impliqué dans les gangs de Korea Town et joue sur la jeunesse de Jayden et son admiration pour son mode de vie. Bientôt, une guerre des gangs éclate. Hatch n'a d'autre choix que de faire appel à ses anciennes aptitudes. Alors que la guerre de territoire devient incontrôlable, Hatch affrontera quiconque se mettra en travers de son chemin pour protéger Jayden et son grand-père.

## Fiche technique
Sauf indication contraire, les informations mentionnées dans cette section peuvent être confirmées par les bases de données cinématographiques IMDb et Allociné,  présentes dans la section « Liens externes ».
- Titre original : Darkness of Man
- Titre francophone : Hatch : Protection rapprochée
- Réalisation : James Cullen Bressack
- Scénario : James Cullen Bressack et Alethea Hnatko-Cho, d'après une histoire de James Cullen Bressack et Jean-Claude Van Damme
- Musique : Tim Jones et James T. Sale
- Direction artistique : Jonathan Theriault
- Décors : Ryan Kaercher
- Costumes : Daniella Cartun
- Photographie : Pascal Combes-Knoke
- Montage : R. J. Cooper
- Production : Jessica Bennett, James Cullen Bressack, Jarrett Furst et Andre Relis
- Sociétés de production : JCB Pictures, Robotic Donut, Sandaled Kid Productions et VMI Worldwide
- Sociétés de distribution : Saban Films (États-Unis), Prime Video (France)
- Budget : N/A
- Pays de production :  États-Unis
- Langue originale : anglais
- Format : couleur - 2.39:1
- Genre : thriller, action
- Durée : 109 minutes
- Dates de sortie[1] :
  - États-Unis : 21 mai 2024 (vidéo à la demande)
  - France : 22 mai 2024 (vidéo à la demande sur Prime Video)
- Classification[2] :
  - États-Unis : R

## Distribution
- Jean-Claude Van Damme (VF : Patrice Baudrier) : Russell Hatch
- Kristanna Loken : Claire
- Emerson Min (VF : Vincent de Boüard) : Jayden
- Peter Jae : Dae Hyun
- Spencer Breslin : Chris
- Sticky Fingaz : Yates
- Shannen Doherty : Vivian
- Zack Ward : Alexei
- Nick Diaz (VF : Yann Pichon) : Bo
- Weston Cage : Anton
- Cynthia Rothrock : Leslie
- Kris Van Damme : Igor
- Galadriel Stineman : Dana
- Nicolas Van Varenberg : Nikolai
- Eric Roberts : Larry
- James Cullen Bressack : Gordon

## Production
En novembre 2022, il est annoncé qu'un film d'action intitulé Darkness of Man est en développement avec James Cullen Bressack comme réalisateur et coscénariste. Jean-Claude Van Damme est alors annoncé dans le rôle principal de Russell Hatch. En mars 2024, après la diffusion de la première bande-annonce, la présence de différents acteurs est révélée : Kristanna Loken, Spencer Breslin, Sticky Fingaz ou encore Shannen Doherty.
Nicolas Van Varenberg et Kris Van Damme, les fils de Jean-Claude Van Damme, tiennent des rôles secondaires. Le personnage d'Anton est quant à lui incarné par Weston Cage, fils de Nicolas Cage. Il s'agit par ailleurs du dernier film de Shannen Doherty, décédée en juillet 2024.
Le tournage a lieu en Californie, notamment à Los Angeles et Santa Clarita.

## Sortie et accueil
En février 2023, Saban Films acquiert les droits de distribution pour les États-Unis. Le film y sort en vidéo à la demande le 21 mai 2024.
Sur le site d'agrégation de critiques Rotten Tomatoes, le film obtient 63% d'avis favorables, pour 8 critiques.